# Loriotus
Loriotus és un gènere d'ocells de la família dels tràupids (Thraupidae).

## Taxonomia
Segons la Classificació del Congrés Ornitològic Internacional (versió 14.2, 2024) aquest gènere està format per tres espècies:
- Tàngara cresta de foc (Loriotus cristatus Linnaeus, 1766)
- Tàngara d'espatlles blanques (Loriotus luctuosus d'Orbigny & Lafresnaye, 1837)
- Tàngara de coroneta groga (Loriotus rufiventer Spix, 1825)